# Oliver Kirch
Oliver Kirch (Soest, 21 augustus 1982) is een Duitse oud-profvoetballer, die als defensieve middenvelder en als rechtsback uit de voeten kon. Hij tekende in augustus 2015 een contract tot medio 2017 bij SC Paderborn 07, dat hem overnam van Borussia Dortmund.
In 2016 is hij gestopt met voetballen, en jeugdtrainer geworden bij Arminia Bielefeld.

## Erelijst
| Competitie   |        |       |
| Competitie   | Aantal | Jaren |
| ------------ | ------ | ----- |
| DFL-Supercup | 1x     | 2014  |

1 Riemann ·
4 Brackelmann ·
5 Castañeda ·!
6 Mehlem ·
7 Bilbija ·
11 Michel ·!
12 Pruhs ·
19 Herrmann ·
20 Götze ·
21 Bäuerle ·
22 Hansen ·
23 Obermair · 
24 Terho ·
25 Scheller ·
26 Klaas ·
29 Ansah ·
30 Schubert ·
32 Zehnter ·
33 Hoffmeier ·
35  Schulz ·
36 Platte ·
39 Grimaldi ·
43 Ens ·
46 Engelns ·
47 de Jong ·
Coach: Kwasniok